# Ljubov Talalajeva
Ljubov Talalajeva, född den 24 januari 1953 i Moskva, död 24 maj 2021, var en sovjetisk roddare.
Hon tog OS-silver i åtta med styrman i samband med de olympiska roddtävlingarna 1976 i Montréal.